# Palaestra
Palaestra (/pəˈliːstrə/ ili /-ˈlaɪ-/; također palestra; grčki: παλαίστρα)  je bilo koje mjesto starogrčke škole hrvanja. Tu su se održavala događanja koja su zahtijevala malo prostora, poput boksa i hrvanja. Palaestre su djelovale i samostalno i kao dio javnih gimnazija; palestra je mogla postojati bez gimnazije, ali niti jedna gimnazija nije postojala bez palestre.

## Etimologija
Usporedi starogrčki palaiein - "hrvati" i palē - "hrvanje".
Palaestrophylax ili palaistrophylax (grčki: παλαιστροφύλαξ), što znači "čuvar palestre", bio je čuvar ili upravitelj palestre.

## Arhitektura

### Grčka
Arhitektura palestre, iako je dopuštala neke varijacije, slijedila je poseban, standardni plan. Palaestra se u biti sastojala od pravokutnog dvorišta okruženog kolonadama sa susjednim prostorijama. Ove sobe mogu imati različite funkcije: kupanje, igranje loptom, svlačenje i skladištenje odjeće, sjedenje za druženje, promatranje ili podučavanje te skladištenje ulja, prašine ili sportske opreme. Dobri primjeri ove vrste građevina potječu s dva velika grčka mjesta: Olimpije i Delfa.
Vitruvije je, kroz svoj tekst De architectura, važan antički izvor o ovoj vrsti građevine i daje opis Palaestre, "kako su je gradili Grci" u 5. knjizi, 11. poglavlju. Iako specifičnosti njegovih opisa ne odgovaraju uvijek arhitektonskim dokazima, vjerojatno zato što je bio rimski autor koji se primarno zanimao za talijansku arhitekturu, njegov prikaz pruža uvid u opće oblikovanje i namjene ovog tipa prostora. Kako to Vitruvije opisuje, palestra je bila kvadratnog ili pravokutnog oblika s kolonadama duž sve četiri strane koje su stvarale trijemove, s ukupnim unutarnjim opsegom od dva stadija (duljina rase diaulosa, stoga moderni znanstvenici ponekad cijelu ovu strukturu nazivaju diaulosom). Trijem na sjevernoj strani palestre bio je dvostruke dubine radi zaštite od vremenskih nepogoda. Zaobljene dvorane sa sjedalima (eksedre, ἐξέδραι) izgrađene su duž pojedinačnih dubokih strana palestre za filozofe, govornike i drugih učenjake. Strana dvostruke dubine bila je podijeljena na tri dijela. U središtu se nalazila veća eksedra (ephebeum) koju su koristili efebi (mladi odrasli muškarci koji su prolazili državno obrazovanje/vojnu obuku). S lijeve strane nalazila se prostorija s  boksačkim vrećama (coryceum, κωρυκεῖον), spremište za pijesak/prah koji se koristio za poboljšanje držanja hrvača (konisterij, κονιστἠριον), te prostorija za hladno kupanje (loutrón, λουτρόν). Desno se nalazilo skladište ulja (elaeothesium, ἐλαιοθέσιον), hladni bazen (frigidarium), peć (propnigeum, προπνίγειον), nadsvođena sauna ( sudatio), suha soba za znojenje (laconicum) i topla kupka. Sjeverno od palestre bilo je drugo dvorište, okruženo trijemovima s tri strane, ali otvoreno na sjeveru. Jedan od tih trijema bio je dvostruke širine i sadržavao je natkrivenu hrvačku arenu (ξυστός, romanizirano kao "xystus") za korištenje tijekom lošeg vremena. Prostor između triju trijema sadržavao je šetnice obrubljene drvećem (xysta kod Rimljana, παραδρομίδες, "paradromides" kod Grka).

### Rimske kupke
Tijekom rimskog carskog razdoblja palestra je često bila kombinirana sa, ili pridružena, punom kompleksu kupališta.  Kada su Arapi i Turci prihvatili tradiciju rimskih kupelji kao hamama, nisu nastavili tradiciju priložene palestre. 

## Vanjske poveznice
- Perseus Digital Library, Olympia
- Perseus Digital Library, Delphi